# Koppartjärnen, Gästrikland
Koppartjärnen är en sjö i Sandvikens kommun i Gästrikland och ingår i Gavleåns huvudavrinningsområde. Sjön har en area på 0,0803 kvadratkilometer och ligger 61 meter över havet.

## Delavrinningsområde
Koppartjärnen ingår i det delavrinningsområde (671540-154238) som SMHI kallar för Mynnar i Storsjön. Medelhöjden är 79 meter över havet och ytan är 3,5 kvadratkilometer. Det finns inga avrinningsområden uppströms utan avrinningsområdet är högsta punkten. Vattendraget som avvattnar avrinningsområdet har biflödesordning 2, vilket innebär att vattnet flödar genom totalt 2 vattendrag innan det når havet efter 47 kilometer. Avrinningsområdet består mestadels av skog (63 procent), öppen mark (12 procent) och jordbruk (14 procent). Avrinningsområdet har 0,08 kvadratkilometer vattenytor vilket ger det en sjöprocent på 2,4 procent. Bebyggelsen i området täcker en yta av 0,21 kvadratkilometer eller 6 procent av avrinningsområdet.